# Queijo serrano
O queijo serrano é um tipo de queijo genuinamente brasileiro, fabricado no planalto serrano que compreende alguns municípios do estado brasileiro de Santa Catarina e também municípios da serra gaúcha, no estado do Rio Grande do Sul. O modo de fazer queijo artesanal serrano é um patrimônio imaterial do Rio Grande do Sul e este é considerado um dos ícones da culinária catarinense e do Rio Grande do Sul, figurando frequentemente em premiações dos melhores queijos produzidos no Brasil.

## História
A história do queijo artesanal serrano teve início na década de 1730, com o início das atividades dos tropeiros em Santa Catarina, o que levou ao surgimento das primeiras propriedades rurais na região das serras catarinenses. As técnicas para sua produção foram trazidas pelos portugueses, mas a combinação do clima e tipos de leite da região deu origem a um queijo com características únicas.
Colonizadores açorianos e tropeiros paulistas com origens portuguesas aproveitaram a presença de  grandes áreas de pastagens naturais nos altos das serras localizadas no interior de Santa Catarina para se tornarem fazendeiros. Tanto os tropeiros quanto os açorianos já tinham bons conhecimentos das técnicas de fabricação de queijos, uma vez que desde a Idade Média já se produziam queijos em Portugal.
Após sua produção, o queijo era consumido pelas famílias serranas e também alimentava os tropeiros durante suas longas viagens pela região. Esses queijos eram transportados em bolsas carregadas por mulas até o litoral, onde eram vendidos ou trocados por mercadorias como açúcar, café, farinha ou cachaça.
Atualmente, mais de duas mil famílias produzem esse tipo de queijo nos estados de Santa Catarina  e Rio Grande do Sul, comercializando mais de 1,6 mil toneladas do produto a cada ano, movimentando grande volume financeiro na região. Sua produção normalmente ocorre em pequenas propriedades, as quais se dedicam ao fabrico por meio de métodos tradicionais, mão de obra familiar e técnicas artesanais.

## Certificações, registros e patrimônios
A região produtora desse queijo obteve em 3 de março de 2020 o reconhecimento da Indicação Geográfica (IG) “Campos de Cima da Serra” pelo Instituto Nacional de Propriedade Intelectual (INPI) na modalidade Denominação de Origem (DO) para o "queijo artesanal serrano". A região engobla 18 municípios de Santa Catarina e 16 do Rio Grande do Sul, totalizando 34.372 km².
O queijo serrano produzido pela queijaria Sopro do Minuano, localizada no distrito de Eletra, município de São Francisco de Paula (RS) recebeu em 7 de jullho de 2021 o certificado Selo Arte com registro de produto artesanal pela Secretaria da Agricultura, Pecuária e Desenvolvimento Rural (SEAPDR) do Rio Grande do Sul.
O modo de fazer queijo artesanal serrano foi inscrito em 6 de setembro de 2024 no Livro de Registro dos Saberes do Rio Grande do Sul como sendo um patrimônio imaterial do Rio Grande do Sul. A inscrição como patrimônio imaterial atendeu a solicitação da Associação Sulina de Crédito e Assistência Rural – Empresa de Assistência Técnica e Extensão Rural (Ascar-Emater/RS) e da Universidade Federal do Rio Grande do Sul (UFRGS) e obteve o parecer favorável da equipe técnica do Instituto do Patrimônio Histórico e Artístico do Estado do Rio Grande do Sul (Iphae).

## Características
O queijo serrano é um queijo maturado semigordo elaborado  a partir do leite cru de raças de corte ou mistas, das quais se produz tanto carne quanto leite. Essa atividade começou com o gado trazido pelos jesuítas, depois foram incorporadas outras raças europeias, como o gado normando, e, posteriormente, a raças inglesas como angus e hereford. Em um legítimo queijo serrano, o leite deve ter origem em vacas que se alimentam unicamente de pastagens naturais, o qual apresenta maior teor de gordura quando comparado ao produzido por vacas confinadas.
Imediatamente após a ordenha, deve se proceder a coagulação do leite cru integral por 60 minutos, sem realizar nenhum aquecimento prévio. Em seguida a coalhada deve ser fracionada em pedaços superiores a 2 centímetros podendo haver adição de água quente, sob temperatura entre 70 e 80°C. A coalhada então é coada antes de ser prensada mecanicamente por 24 horas. A salga pode ser executada diretamente no coalho, durante sua filtragem.
O queijo serrano apresenta predominantemente formato retangular, com peso variando entre 1 e 3 kg. Os queijos podem sofrer maturação no próprio local onde são elaborados.
Este tipo de queijo caracteriza-se por possuir sabor e aroma acentuados, com superfície mais seca e endurecida. Seu interior apresenta textura macia e levemente amanteigada, características as quais se acentuam ao longo do processo de maturação. Derrete facilmente, se tornando elástico quando exposto ao calor.
Sua coloração é amarelada e uniforme, com odor marcante, porém agradável, intensificando conforme o grau de maturação. Apresenta  sabor ligeiramente ácido, amanteigado e picante, variando conforme o tempo de maturação.
Sua crosta deve ser uniforme, de espessura mediana, lisa e sem fissuras, podendo apresentar certo brilho. Em seu interior existem olhaduras uniformemente distribuídas. Sua maturação deve ser executada por um período mínimo de 60 dias em local ventilado e seco, com temperatura não inferior a 5°C. Para manutenção de sua qualidade, seu armazenamento e transporte devem ser feitos a uma temperatura máxima de 12°C.
A maturação por 60 dias ou mais faz com que este queijo atenda a Portaria nº 146, de 7 de março de 1996, publicada pelo Ministério da Pecuária e Abastecimento (MAPA), cujo item 7.1 desse regulamento estabelece que: “Fica excluído da obrigação de ser submetido à pasteurização ou outro tratamento térmico o leite higienizado que se destine à elaboração dos queijos submetidos a um processo de maturação a uma temperatura superior aos 5ºC, durante um tempo não inferior a 60 dias.”
Tanto o queijo colonial quanto o serrano apresentam similaridades na sua produção. Entretanto, há diferenças significativas entre as texturas e sabores dos dois, decorrente da utilização de leites derivados de diferentes raças de gado, terroir diferenciado e técnicas de maturação distintas. O local de origem desses queijos também divergem: enquanto o colonial teve sua produção disseminada por diversas partes do sul do Brasil, o serrano tem sua origem restrita às serras de Santa Catarina e alguns municípios dos campos de cima do Rio Grande do Sul.